# Divize A 1967/1968
V soubojích 3. ročníku České divize A 1967/68 se utkalo 14 týmů dvoukolovým systémem podzim–jaro. Tento ročník začal v srpnu 1965 a skončil v červnu 1966.

## Nové týmy v sezoně 1967/68
Z 2. ligy – sk. A 1966/67 sestoupila do Divize A mužstva VTJ Dukla Tábor a VTJ Dukla Tachov. Z krajských přeborů ročníku 1966/67 postoupila vítězná mužstva TJ Mariánské Lázně ze Západočeského krajského přeboru a TJ VS Tábor z Jihočeského krajského přeboru také 2. a 3. mužsto z Jihočeského krajského přeboru a to TJ Spartak ČZ Strakonice a VTJ Dukla Hraničář České Budějovice, které nahradily vyloučené TJ Dynamo České Budějovice a VTJ Dukla Tábor "B", které nemohlo nastoupit ve stejné soutěži jako A-tým.

## Výsledná tabulka
Zdroj: 
| Poř. | Tým                                 | Z  | V  | R | P  | VG | OG | B  |
| ---- | ----------------------------------- | -- | -- | - | -- | -- | -- | -- |
| 1.   | VTJ Dukla Tábor                     | 26 | 18 | 8 | 0  | 54 | 14 | 44 |
| 2.   | VTJ Dukla Tachov                    | 26 | 16 | 6 | 4  | 80 | 23 | 38 |
| 3.   | VTJ Dukla Sušice                    | 26 | 16 | 5 | 5  | 67 | 21 | 37 |
| 4.   | TJ Baník Sokolov                    | 26 | 13 | 5 | 8  | 43 | 45 | 31 |
| 5.   | TJ VS Tábor                         | 26 | 10 | 6 | 10 | 43 | 33 | 26 |
| 6.   | TJ Spartak Pelhřimov                | 26 | 10 | 6 | 10 | 48 | 43 | 26 |
| 7.   | TJ Lokomotiva Plzeň                 | 26 | 10 | 5 | 11 | 42 | 47 | 25 |
| 8.   | TJ Škoda Ostrov                     | 26 | 9  | 7 | 10 | 25 | 37 | 25 |
| 9.   | VTJ Dukla Písek                     | 26 | 8  | 7 | 11 | 25 | 40 | 23 |
| 10.  | TJ Mariánské Lázně                  | 26 | 9  | 3 | 14 | 27 | 32 | 21 |
| 11.  | TJ Jiskra Humpolec                  | 26 | 8  | 3 | 15 | 41 | 66 | 19 |
| 12.  | VTJ Dukla Hraničář České Budějovice | 26 | 6  | 7 | 13 | 32 | 55 | 19 |
| 13.  | TJ ČSAD Plzeň                       | 26 | 8  | 3 | 15 | 32 | 56 | 19 |
| 14.  | TJ Spartak ČZ Strakonice            | 26 | 3  | 5 | 18 | 23 | 70 | 17 |

Poznámky:
- Z = Odehrané zápasy; V = Vítězství; R = Remízy; P = Prohry; VG = Vstřelené góly; OG = Obdržené góly; B = Body

|  | Postup do 2. ligy – sk. A 1968/69                |
|  | Sestup do příslušného oblastního přeboru 1968/69 |